# Neosho County
Neosho County ist ein County im Bundesstaat Kansas der Vereinigten Staaten. Der Sitz der Countyverwaltung (County Seat) befindet sich in Erie. Das U.S. Census Bureau hat bei der Volkszählung 2020 eine Einwohnerzahl von 15.904 ermittelt.

## Geographie
Das County liegt fast im äußersten Südosten von Kansas, ist jeweils etwa 50 km von Missouri im Osten und Oklahoma im Süden entfernt und hat eine Fläche von 1497 Quadratkilometern, wovon 16 Quadratkilometer Wasserfläche sind. Es grenzt im Uhrzeigersinn an folgende Countys: Allen County, Bourbon County, Crawford County, Labette County, Montgomery County, Wilson County und Woodson County.

## Geschichte
Neosho County wurde am 3. Juni 1861 gebildet. Benannt wurde es nach dem Neosho River.
6 Bauwerke des Countys sind im National Register of Historic Places eingetragen (Stand 30. August 2017).

## Demografische Daten

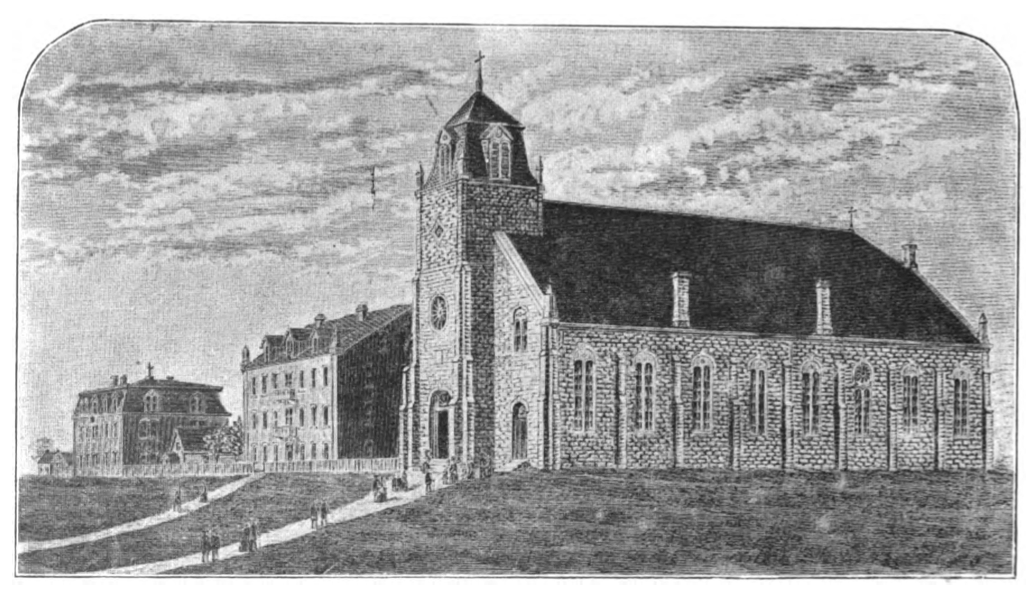
Zeichnung der Saint Francis Church im Neosho County (19. Jahrhundert)

Nach der Volkszählung im Jahr 2000 lebten im Neosho County 16.997 Menschen in 6739 Haushalten und 4683 Familien im Neosho County. Die Bevölkerungsdichte betrug 11 Einwohner pro Quadratkilometer. Ethnisch betrachtet setzte sich die Bevölkerung zusammen aus 94,90 Prozent Weißen, 0,87 Prozent Afroamerikanern, 0,98 Prozent amerikanischen Ureinwohnern, 0,32 Prozent Asiaten, 0,02 Prozent Bewohnern aus dem pazifischen Inselraum und 1,05 Prozent aus anderen ethnischen Gruppen; 1,86 Prozent stammten von zwei oder mehr Ethnien ab. 2,91 Prozent der Bevölkerung waren spanischer oder lateinamerikanischer Abstammung.
Von den 6739 Haushalten hatten 31,5 Prozent Kinder unter 18 Jahren, die mit ihnen gemeinsam lebten. 57,4 Prozent waren verheiratete, zusammenlebende Paare, 8,5 Prozent waren allein erziehende Mütter und 30,5 Prozent waren keine Familien. 27,1 Prozent aller Haushalte waren Singlehaushalte und in 13,8 Prozent lebten Menschen mit 65 Jahren oder darüber. Die Durchschnittshaushaltsgröße betrug 2,45 und die durchschnittliche Familiengröße betrug 2,96 Personen.
25,7 Prozent der Bevölkerung waren unter 18 Jahre alt. 8,9 Prozent zwischen 18 und 24 Jahre, 25,4 Prozent zwischen 25 und 44 Jahre, 22,5 Prozent zwischen 45 und 64 Jahre und 17,5 Prozent waren 65 Jahre alt oder älter. Das Durchschnittsalter betrug 38 Jahre. Auf 100 weibliche Personen kamen 93,4 männliche Personen. Auf 100 erwachsene Frauen ab 18 Jahren kamen 91,1 Männer.
Das jährliche Durchschnittseinkommen eines Haushalts betrug 32.167 USD, das Durchschnittseinkommen einer Familie betrug 38.532 USD. Männer hatten ein Durchschnittseinkommen von 26.906 USD, Frauen 19.387 USD. Das Prokopfeinkommen betrug 16.539 USD.
10,0 Prozent der Familien und 13,0 Prozent der Bevölkerung lebten unterhalb der Armutsgrenze.

## Orte im County
- Chanute
- Earlton
- Erie
- Galesburg
- Hayden
- Kimball
- Leanna
- Morehead
- Odense
- Rollin
- Saint Paul
- Shaw
- South Mound
- Stark
- Thayer
- Urbana

Townships
- Big Creek Township
- Canville Township
- Centerville Township
- Chetopa Township
- Erie Township
- Grant Township
- Ladore Township
- Lincoln Township
- Mission Township
- Shiloh Township
- Tioga Township
- Walnut Grove Township